# Iván Abreu Camacho
Iván Abreu Camacho (* 10. September 1968 in Havanna, außerhalb Kubas oft als Ivan Camacho bezeichnet) ist ein kubanischer Boxer.

## Amateurkarriere
Er fing bereits als Jugendlicher in Havanna mit dem Boxsport an. 1988 und 1991 wurde er im Mittelgewicht Dritter der kubanischen Meisterschaften. Zum Sprung in das erste Nationalteam und damit zu internationalen Erfolgen reichte es aber nur selten. Gegen die lokalen Boxgrößen und Amateurchampions wie Orestes Solano, Ramón Garbey oder Ángel Espinosa scheiterte er mehrfach.
Während einer Europatour der kubanischen Boxstaffel setzte sich Abreu 1992 ab und blieb zunächst in Dänemark, wo er einige Amateurkämpfe bestritt. Dort gewann er u. a. auch den traditionellen „Kopenhagen-Cup“ durch Finalsiege über Sven Ottke und Marco Theuer. Besonders der dramatische Endkampf gegen Marco Theuer sorgte für Aufsehen. Dieser Fight wurde als bester Turnierkampf ausgezeichnet und Abreu erhielt daraufhin von Boxpromoter Mogens Palle ein Profiangebot.

## Profikarriere
Als Profiboxer hatte Abreu zunächst wenig Probleme mit seinen Ringgegnern und wurde entsprechend schnell aufgebaut. Bereits 1996 bestritt er seinen ersten Meisterschaftskampf um den Interkontinental-Titel der IBF im Supermittelgewicht. Sein Gegner war Salvatore Di Salvatore. In der zweiten Runde kam es zum Eklat, als Abreu mit einem Nackenschlag seinen Widersacher auf die Bretter beförderte. Di Salvatore zeigte seine angebliche Kampfunfähigkeit an. Daraufhin disqualifizierte das Kampfgericht den Kubaner, der die Beherrschung verlor und mit dem Fuß nach Di Salvatore trat. Wegen dieses unsportlichen Verhaltens wurde Abreu für ein Jahr gesperrt. Sein Comeback nach der Sperre fing mit einer Niederlage an, es folgten jedoch ausschließlich Siege, darunter 1998 sogar gegen den ehemaligen Weltmeister Steve Little. 1999 bestritt er seinen letzten Kampf, in dem er in Kopenhagen den US-Amerikaner John Kiser in der ersten Runde k. o. schlug. Mit Ausnahme seiner in Südflorida ausgetragenen ersten beiden Gefechte hatte er sämtliche seiner Kämpfe in Dänemark bestritten.

## Straftaten
Im August 2001 wurde Abreu wegen Vergewaltigung einer 39-jährigen verhaftet und im folgenden Februar zu einer 15-monatigen Gefängnisstrafe verurteilt. 2003 beteiligte er sich an einem bewaffneten Raub, wofür er letztinstanzlich im Februar 2005 zu einer achtjährigen Gefängnisstrafe verurteilt und kurz darauf aus Dänemark nach Kuba abgeschoben wurde.